# Großer Preis von Spanien 1972
Der Große Preis von Spanien 1972 (offiziell XVIII Gran Premio de España) fand am 1. Mai auf dem Circuito Permanente del Jarama in der Nähe von Madrid statt und war das dritte Rennen der Automobil-Weltmeisterschaft 1972.

## Berichte

### Hintergrund
In den zwei Monaten, die zwischen dem Großen Preis von Südafrika und dem dritten WM-Lauf in Spanien lagen, fanden drei nicht zur Weltmeisterschaft zählende Formel-1-Rennen statt. Brabham-Pilot Carlos Reutemann sicherte sich den Sieg beim Großen Preis von Brasilien, der 1972 noch keinen WM-Status hatte. Die beiden anderen Rennen, die in Großbritannien stattfanden, gewann Emerson Fittipaldi für Lotus, und zwar in Brands Hatch und in Silverstone. Für die Fachwelt stand somit fest, dass Lotus nach einer vergleichsweise schwachen Saison 1971 in diesem Jahr wieder eine Führungsrolle einnehmen würde. Mit Tyrrell und Ferrari hatten allerdings zwei namhafte Formel-1-Rennställe auf die Teilnahme an allen drei Veranstaltungen verzichtet, was die Erfolge für Lotus möglicherweise vereinfacht hatte.
Die Meldeliste zum Spanien-GP wies nur wenige wesentliche Veränderungen zu den bisherigen WM-Läufen auf. Reutemann musste verletzungsbedingt pausieren und wurde bei Brabham von Emerson Fittipaldis älterem Bruder Wilson Fittipaldi vertreten, der somit zu seinem Formel-1-Debüt kam. Es war das erste Mal in der Geschichte der Formel 1, dass zwei Brüder gleichzeitig an einem Rennen teilnahmen.
Àlex Soler-Roig absolvierte an diesem Wochenende seine letzte Grand-Prix-Teilnahme.
Dieses Rennen war der 200. Grand Prix der Formel-1-Weltmeisterschaft, mit Ausnahme der elf Indianapolis-500-Rennen, die zwischen 1950 und 1960 ausgetragen wurden.

### Training
Jacky Ickx sicherte sich mit 75 Hundertstelsekunden Vorsprung die Pole-Position, indem er als einziger Fahrer an diesem Wochenende eine Rundenzeit unter 1:19 Minuten fuhr. Neben ihm qualifizierten sich Denis Hulme und Emerson Fittipaldi für die somit aus drei unterschiedlichen Fahrzeugen bestehende erste Startreihe. In der zweiten Reihe standen Jackie Stewart und Mario Andretti.
Mike Beuttler verfehlte in einem privat eingesetzten March 721G die Qualifikation.

### Rennen
Am Renntag herrschte kühles und unbeständiges Wetter. Hulme übernahm die Führung, gefolgt von Stewart und Clay Regazzoni, der vom achten Startplatz stark gestartet war. Dahinter sortierten sich Ickx und Emerson Fittipaldi ein. Letzterer hatte während der ersten Runden Probleme, da sich Benzin aufgrund einer Undichtigkeit in sein Cockpit ergoss und daraufhin der automatische Feuerlöscher in Gang gesetzt wurde. An der Konkurrenzfähigkeit des Brasilianers änderte dies jedoch erstaunlicherweise nichts.
Bereits nach wenigen Runden bekam Hulme Probleme mit seinem Getriebe und musste Stewart, Ickx und Fittipaldi passieren lassen, die ihrerseits kurz zuvor an Regazzoni vorbeigekommen waren. Ickx machte im Übereifer des Überholvorgangs einen Fehler, sodass Fittipaldi an ihm vorbei gelangte und schließlich drei Runden später die Führung übernahm, indem er auch Stewart überholte.
Hulme und Stewart mussten gegen Ende des Rennens jeweils in aussichtsreicher Position aufgeben. Hulme wegen eines technischen Defektes, Stewart wegen eigenem Verschulden, indem er sich von der Strecke drehte und seinen Wagen an einer Barriere beschädigte.
Neben den drei Podestplatzierten fielen vor allem die guten Leistungen des Viertplatzierten Surtees-Piloten Andrea de Adamich sowie von Carlos Pace auf, der bereits in seinem zweiten Grand Prix einen WM-Punkt erhielt.

## Meldeliste
| Team                            | Nr. | Fahrer               | Chassis          | Motor                    | Reifen |
| ------------------------------- | --- | -------------------- | ---------------- | ------------------------ | ------ |
| Elf Team Tyrrell                | 01  | Jackie Stewart       | Tyrrell 003      | Ford Cosworth DFV 3.0 V8 | G      |
| Elf Team Tyrrell                | 01T | Jackie Stewart       | Tyrrell 004      | Ford Cosworth DFV 3.0 V8 | G      |
| Elf Team Tyrrell                | 03  | François Cevert      | Tyrrell 002      | Ford Cosworth DFV 3.0 V8 | G      |
| STP March Racing Team           | 02  | Ronnie Peterson      | March 721X       | Ford Cosworth DFV 3.0 V8 | G      |
| STP March Racing Team           | 24  | Niki Lauda           | March 721X       | Ford Cosworth DFV 3.0 V8 | G      |
| Scuderia Ferrari SpA SEFAC      | 04  | Jacky Ickx           | Ferrari 312B2    | Ferrari 001/1 3.0 F12    | F      |
| Scuderia Ferrari SpA SEFAC      | 06  | Clay Regazzoni       | Ferrari 312B2    | Ferrari 001/1 3.0 F12    | F      |
| Scuderia Ferrari SpA SEFAC      | 07  | Mario Andretti       | Ferrari 312B2    | Ferrari 001/1 3.0 F12    | F      |
| John Player Team Lotus          | 05  | Emerson Fittipaldi   | Lotus 72D        | Ford Cosworth DFV 3.0 V8 | F      |
| John Player Team Lotus          | 21  | Dave Walker          | Lotus 72D        | Ford Cosworth DFV 3.0 V8 | F      |
| Marlboro B.R.M.                 | 08  | Peter Gethin         | BRM P180         | BRM P142 3.0 V12         | F      |
| Marlboro B.R.M.                 | 19T | Jean-Pierre Beltoise | BRM P180         | BRM P142 3.0 V12         | F      |
| Marlboro B.R.M.                 | 19  | Jean-Pierre Beltoise | BRM P160B        | BRM P142 3.0 V12         | F      |
| Marlboro B.R.M.                 | 10  | Reine Wisell         | BRM P160B        | BRM P142 3.0 V12         | F      |
| Marlboro B.R.M.                 | 25  | Howden Ganley        | BRM P160B        | BRM P142 3.0 V12         | F      |
| España Marlboro B.R.M.          | 28  | Àlex Soler-Roig      | BRM P160B        | BRM P142 3.0 V12         | F      |
| Equipe Matra Sports             | 09  | Chris Amon           | Matra MS120C     | Matra MS72 3.0 V12       | G      |
| Yardley Team McLaren            | 11  | Denis Hulme          | McLaren M19A     | Ford Cosworth DFV 3.0 V8 | G      |
| Yardley Team McLaren            | 20  | Peter Revson         | McLaren M19A     | Ford Cosworth DFV 3.0 V8 | G      |
| Brooke Bond Oxo Team Surtees    | 12  | Tim Schenken         | Surtees TS9B     | Ford Cosworth DFV 3.0 V8 | F      |
| Brooke Bond Oxo Team Surtees    | 15  | Mike Hailwood        | Surtees TS9B     | Ford Cosworth DFV 3.0 V8 | F      |
| Ceramica Pagnossin Team Surtees | 26  | Andrea de Adamich    | Surtees TS9B     | Ford Cosworth DFV 3.0 V8 | F      |
| Team Williams Motul             | 14  | Henri Pescarolo      | March 721        | Ford Cosworth DFV 3.0 V8 | G      |
| Team Williams Motul             | 29  | Carlos Pace          | March 711        | Ford Cosworth DFV 3.0 V8 | G      |
| Team Eifelland Caravans         | 16  | Rolf Stommelen       | Eifelland Typ 21 | Ford Cosworth DFV 3.0 V8 | G      |
| Motor Racing Developments       | 18  | Graham Hill          | Brabham BT37     | Ford Cosworth DFV 3.0 V8 | G      |
| Motor Racing Developments       | 22  | Wilson Fittipaldi    | Brabham BT33     | Ford Cosworth DFV 3.0 V8 | G      |
| Clarke-Mordaunt-Guthrie Racing  | 23  | Mike Beuttler        | March 721G       | Ford Cosworth DFV 3.0 V8 | F      |

Anmerkungen
1. 1 2  Die mit einem "T" hinter der Startnummer versehenen Wagen standen ihren jeweiligen Fahrern als T-Car zur Verfügung, kamen jedoch nicht zum Einsatz.

## Klassifikationen

### Startaufstellung
| Pos. | Fahrer               | Konstrukteur   | Zeit    | Ø-Geschwindigkeit | Start |
| ---- | -------------------- | -------------- | ------- | ----------------- | ----- |
| 01   | Jacky Ickx           | Ferrari        | 1:18,43 | 156,246 km/h      | 01    |
| 02   | Denis Hulme          | McLaren-Ford   | 1:19,18 | 154,766 km/h      | 02    |
| 03   | Emerson Fittipaldi   | Lotus-Ford     | 1:19,26 | 154,610 km/h      | 03    |
| 04   | Jackie Stewart       | Tyrrell-Ford   | 1:19,33 | 154,474 km/h      | 04    |
| 05   | Mario Andretti       | Ferrari        | 1:19,39 | 154,357 km/h      | 05    |
| 06   | Chris Amon           | Matra          | 1:19,52 | 154,105 km/h      | 06    |
| 07   | Jean-Pierre Beltoise | B.R.M.         | 1:19,57 | 154,008 km/h      | 07    |
| 08   | Clay Regazzoni       | Ferrari        | 1:19,71 | 153,737 km/h      | 08    |
| 09   | Ronnie Peterson      | March-Ford     | 1:19,86 | 153,449 km/h      | 09    |
| 10   | Reine Wisell         | B.R.M.         | 1:19,89 | 153,391 km/h      | 10    |
| 11   | Peter Revson         | McLaren-Ford   | 1:20,11 | 152,970 km/h      | 11    |
| 12   | François Cevert      | Tyrrell-Ford   | 1:20,50 | 152,229 km/h      | 12    |
| 13   | Andrea de Adamich    | Surtees-Ford   | 1:20,79 | 151,682 km/h      | 13    |
| 14   | Wilson Fittipaldi    | Brabham-Ford   | 1:20,83 | 151,607 km/h      | 14    |
| 15   | Mike Hailwood        | Surtees-Ford   | 1:20,97 | 151,345 km/h      | 15    |
| 16   | Carlos Pace          | March-Ford     | 1:21,00 | 151,289 km/h      | 16    |
| 17   | Rolf Stommelen       | Eifelland-Ford | 1:21,04 | 151,214 km/h      | 17    |
| 18   | Tim Schenken         | Surtees-Ford   | 1:21,06 | 151,177 km/h      | 18    |
| 19   | Henri Pescarolo      | March-Ford     | 1:21,24 | 150,842 km/h      | 19    |
| 20   | Howden Ganley        | B.R.M.         | 1:21,43 | 150,490 km/h      | 20    |
| 21   | Peter Gethin         | B.R.M.         | 1:22,43 | 148,664 km/h      | 21    |
| 22   | Àlex Soler-Roig      | B.R.M.         | 1:22,57 | 148,412 km/h      | 22    |
| 23   | Graham Hill          | Brabham-Ford   | 1:22,59 | 148,376 km/h      | 23    |
| 24   | Dave Walker          | Lotus-Ford     | 1:22,74 | 148,107 km/h      | 24    |
| 25   | Niki Lauda           | March-Ford     | 1:24,96 | 144,237 km/h      | 25    |
| DNQ  | Mike Beuttler        | March-Ford     | 1:25,48 | 143,360 km/h      | –     |

### Rennen
| Pos. | Fahrer               | Konstrukteur   | Runden | Stopps | Zeit       | Start | Schnellste Runde |
| ---- | -------------------- | -------------- | ------ | ------ | ---------- | ----- | ---------------- |
| 01   | Emerson Fittipaldi   | Lotus-Ford     | 90     | 0      | 2:03:41,2  | 03    | 1:21,06          |
| 02   | Jacky Ickx           | Ferrari        | 90     | 0      | + 18,92    | 01    | 1:21,01 (52.)    |
| 03   | Clay Regazzoni       | Ferrari        | 89     | 0      | + 1 Runde  | 08    | 1:22,20          |
| 04   | Andrea de Adamich    | Surtees-Ford   | 89     | 0      | + 1 Runde  | 13    | 1:22,34          |
| 05   | Peter Revson         | McLaren-Ford   | 89     | 0      | + 1 Runde  | 11    | 1:22,18          |
| 06   | Carlos Pace          | March-Ford     | 89     | 0      | + 1 Runde  | 16    | 1:22,13          |
| 07   | Wilson Fittipaldi    | Brabham-Ford   | 88     | 0      | + 2 Runden | 14    | 1:22,96          |
| 08   | Tim Schenken         | Surtees-Ford   | 88     | 0      | + 2 Runden | 18    | 1:22,90          |
| 09   | Dave Walker          | Lotus-Ford     | 87     | 0      | DNF        | 24    | 1:22,36          |
| 10   | Graham Hill          | Brabham-Ford   | 86     | 0      | + 4 Runden | 23    | 1:23,98          |
| 11   | Henri Pescarolo      | March-Ford     | 86     | 0      | + 4 Runden | 19    | 1:23,37          |
| –    | Jackie Stewart       | Tyrrell-Ford   | 69     | 0      | DNF        | 04    | 1:21,03          |
| –    | Chris Amon           | Matra          | 66     | 0      | DNF        | 06    | 1:22,91          |
| –    | François Cevert      | Tyrrell-Ford   | 65     | 1      | DNF        | 12    | 1:22,04          |
| –    | Peter Gethin         | B.R.M.         | 65     | 0      | DNF        | 21    | 1:24,61          |
| –    | Denis Hulme          | McLaren-Ford   | 48     | 0      | DNF        | 02    | 1:21,80          |
| –    | Howden Ganley        | B.R.M.         | 38     | 0      | DNF        | 20    | 1:23,30          |
| –    | Reine Wisell         | B.R.M.         | 24     | 1      | DNF        | 10    | 1:22,60          |
| –    | Mario Andretti       | Ferrari        | 23     | 0      | DNF        | 05    | 1:21,82          |
| –    | Mike Hailwood        | Surtees-Ford   | 20     | 1      | DNF        | 15    | 1:23,40          |
| –    | Ronnie Peterson      | March-Ford     | 16     | 0      | DNF        | 09    | 1:22,97          |
| –    | Rolf Stommelen       | Eifelland-Ford | 15     | 0      | DNF        | 17    | 1:24,11          |
| –    | Jean-Pierre Beltoise | B.R.M.         | 9      | 1      | DNF        | 07    | 1:24,15          |
| –    | Niki Lauda           | March-Ford     | 7      | 0      | DNF        | 25    | 1:29,84          |
| –    | Àlex Soler-Roig      | B.R.M.         | 6      | 0      | DNF        | 22    | 1:25,49          |

## WM-Stände nach dem Rennen
Die ersten sechs des Rennens bekamen 9, 6, 4, 3, 2 bzw. 1 Punkt(e). In der Konstrukteurswertung zählten dabei nur die Punkte des bestplatzierten Fahrers eines Teams.

### Fahrerwertung
| Pos. | Fahrer             | Konstrukteur | Punkte |
| ---- | ------------------ | ------------ | ------ |
| 01   | Denis Hulme        | McLaren-Ford | 15     |
| 02   | Emerson Fittipaldi | Lotus-Ford   | 15     |
| 03   | Jacky Ickx         | Ferrari      | 10     |
| 04   | Jackie Stewart     | Tyrrell-Ford | 9      |
| 05   | Clay Regazzoni     | Ferrari      | 7      |
| 06   | Peter Revson       | McLaren-Ford | 6      |
| 07   | Andrea de Adamich  | Surtees-Ford | 3      |
| 08   | Mario Andretti     | Ferrari      | 3      |
| 09   | Ronnie Peterson    | March-Ford   | 3      |
| 10   | Tim Schenken       | Surtees-Ford | 2      |
| 11   | Graham Hill        | Brabham-Ford | 1      |
| 12   | Carlos Pace        | March-Ford   | 1      |
| 13   | Carlos Reutemann   | Brabham-Ford | 0      |
| 14   | Wilson Fittipaldi  | Brabham-Ford | 0      |
| 15   | Niki Lauda         | March-Ford   | 0      |

| Pos. | Fahrer               | Konstrukteur    | Punkte |
| ---- | -------------------- | --------------- | ------ |
| 16   | Henri Pescarolo      | March-Ford      | 0      |
| 17   | Howden Ganley        | B.R.M.          | 0      |
| 18   | Helmut Marko         | B.R.M.          | 0      |
| 19   | François Cevert      | Tyrrell-Ford    | 0      |
| 20   | Dave Walker          | Lotus-Ford      | 0      |
| 21   | Rolf Stommelen       | Eiffelland-Ford | 0      |
| 22   | Chris Amon           | Matra           | 0      |
| 23   | John Love            | Surtees-Ford    | 0      |
| –    | Reine Wisell         | B.R.M.          | 0      |
| –    | Peter Gethin         | B.R.M.          | 0      |
| –    | Àlex Soler-Roig      | B.R.M.          | 0      |
| –    | Jean-Pierre Beltoise | B.R.M.          | 0      |
| –    | Mike Hailwood        | Surtees-Ford    | 0      |
| –    | Dave Charlton        | Lotus-Ford      | 0      |

### Konstrukteurswertung
| Pos. | Konstrukteur | Punkte |
| ---- | ------------ | ------ |
| 01   | McLaren-Ford | 17     |
| 02   | Lotus-Ford   | 15     |
| 03   | Ferrari      | 13     |
| 04   | Tyrrell-Ford | 9      |
| 05   | Surtees-Ford | 5      |

| Pos. | Konstrukteur   | Punkte |
| ---- | -------------- | ------ |
| 06   | March-Ford     | 4      |
| 07   | Brabham-Ford   | 1      |
| 08   | B.R.M.         | 0      |
| 09   | Eifelland-Ford | 0      |
| 10   | Matra          | 0      |